# Lueheia cajabambensis
Lueheia cajabambensis är en hakmaskart som beskrevs av Machado och Carlos Ibanez 1967. Lueheia cajabambensis ingår i släktet Lueheia och familjen Plagiorhynchidae. Inga underarter finns listade i Catalogue of Life.